# Eupterote persimilis
Eupterote persimilis är en fjärilsart som beskrevs av Moore 1884. Eupterote persimilis ingår i släktet Eupterote och familjen Eupterotidae. Inga underarter finns listade i Catalogue of Life.